# La sombra del iceberg
La sombra del iceberg és una pel·lícula documental espanyola del 2008 dirigida per Hugo Doménech Fabregat, professor de la Universitat Jaume I i Raúl M. Riebenbauer sobre la icònica fotografia de Robert Capa, amb la col·laboració del Laboratori de Comunicació de la Universitat Jaume I de Castelló (LABCOM) i l'Institut Valencià de Cinematografia Ricardo Muñoz Suay (IVAC). La comparació amb l'iceberg és que aquest "només el 8 % és visible".

## Sinopsi
En començar la guerra civil espanyola, el 15 de setembre de 1936, el mític reporter Robert Capa, aleshores desconegut, va prendre una instantània a Cerro Muriano de la mort d'un milicià republicà, El milicià mort, que esdevindria símbol de la tragèdia no sols de la guerra espanyola, sinó de totes les guerres, a més ser una de les icones del segle xx. Suposadament el mort era el milicià anarquista alcoià Federico Borrell García i recollia l'instant de la mort en plena batalla.
Tanmateix, el milicià de la fotografia era Borrell ? Realment va morir o era una posada en escena ? Els directors fan una recerca que qüestiona la veracitat d'aquesta versió, a través diversos dubtes raonables i raonats, com uns declaracions del periodista amic de Capa O.D. Gallagher, les investigacions d'un forense, un astrofísic, el conservador de fotografia de l'IVAM, un geodesta, una de les més importants col·leccionistes de fotografia a Espanya, la directora de fotografia de Christie’s, els biògrafs de Robert Capa i Gerda Taro, elaborant una veritable radiografia de la fotografia i planteja la possibilitat que aquesta imatge fos el resultat d'una genial posada en escena.

## Nominacions
Fou nominada al millor documental a les Medalles del Cercle d'Escriptors Cinematogràfics de 2008. Ha participat al III Festival Internacional de Cinema de Monterrey (2007), la XXVIII Mostra de Cinema del Mediterrani (2007), III Edizione Cinema Festa Internazionale di Roma (2007), 29è Festival Internacional del Nou Cinema Llatinoamericà de l'Havana (2008), Festival de Màlaga (2008) i la II Mostra de Documental Universitari Europeu d'Alacant, Cinespaña 2008. Va rebre el premi al millor llargmetratge al Festival Internacional de Cinema Documental i Cooperació pel Desenvolupament Extrema'doc 2011.